# گرهاردسهوفن
گرهاردسهوفن (به آلمانی: Gerhardshofen) یک شهر در آلمان است که در نوی‌شتات واقع شده‌است. گرهاردسهوفن ۲٬۵۵۶ نفر جمعیت دارد.